# Paptalaya
Paptalaya är en ort i Honduras.   Den ligger i departementet Departamento de Gracias a Dios, i den östra delen av landet, 300 km nordost om huvudstaden Tegucigalpa. Paptalaya ligger 12 meter över havet och antalet invånare är 1 227.
Terrängen runt Paptalaya är mycket platt, och sluttar österut. Runt Paptalaya är det glesbefolkat, med 12 invånare per kvadratkilometer. Närmaste större samhälle är Auas, 2,6 km sydväst om Paptalaya. 